# Diplotaxodon greenwoodi
Diplotaxodon greenwoodi es una especie de peces de la familia Cichlidae en el orden de los Perciformes.

## Morfología
Los machos pueden llegar alcanzar los 24,7 cm de longitud total.

## Alimentación
Come cíclidoss pequeños

## Hábitat
Vive en zonas de clima tropical entre 50-148  m de profundidad.   

## Distribución geográfica
Se encuentran en África: lago Malawi. 